# Михаил Фридман
Михаил Маратович Фридман (на руски: Михаил Маратович Фридман) е руски предприемач, по народност евреин.

## Биография
Михаил Фридман е роден на 21 април 1964 година в град Лвов. Родителите му се преместват в Украйна след края на Втората световна война. Баща му Марат Фридман е специалист по електроника и е работил в секретни съветски военни заводи. Майка му също е била инженер.
Фридман избра да учи за инженер като родителите си и затова кандидатства в Московския физико-технологичен институт, но се проваля на устния изпит. По-късно се записва в Института по стомана и цветни метали. Фридман тренирал бокс в студентските си години. Припечелвал е пари, като организирал дискотеки в общежитията на института. Там свирили известни групи, на които Фридман лично плащал хонорари от по 20-30 рубли които взимал от младежите, които идвали в дискотеката. След като завършил института, Фридман се жени за своя състудентка, от която има две дъщери – Катя и Лора.
След завършването на Факултета по цветни метали Фридман работи като инженер във фабриката „Електростал“. През 1988 година заедно със свои колеги основава фирма „Алфа Фото“, която се занимава с продажбата на компютри и копирна техника. По-късно са създадени „Алфа Еко“ и „Алфа Капитал“, които са предшествениците на консорциума „Алфа Груп“.
През 1996 година Фридман е един от основателите на Руския еврейски конгрес, която е една от най-влиятелните организации в страната.

## Оценки на състоянието му
През 2007 година състоянието му се оценява на $13.5 млрд. (шесто място по отношение на състоянието на руските предприемачи в началото на 2007 година, според данни на вестник Форбс).
Според списание Форбс през 2012 година той заема 57-о място, в публикуван през април списък на милиардерите в света за 2012 година, със състояние от 13.4 млрд. долара.
| Показател           | 2006 | 2007 | 2008 | 2009 | 2010 | 2011 | 2012 | 2013 |
| Състояние ($ млрд.) | 10,4 | 13,5 | 20,5 | 6,3  | 12,7 | 15,1 | 13,4 | 16,5 |
| Място (в света)     |      |      |      |      | 42   | 43   | 57   | 41   |
| Място (в Русия)     | 6    | 6    | 7    | 4    | 3    | 7    | 6    | 2    |